# Panair-do-Brasil-Flug 026
Auf dem Panair-do-Brasil-Flug 026 (Flugnummer: PB026) kam es am 20. August 1962 zum Flugunfall einer Douglas DC-8-33 der brasilianischen Fluggesellschaft Panair do Brasil. Die Maschine, mit der ein Flug von Buenos Aires nach London durchgeführt werden sollte, verunglückte nach einem abgebrochenen Start am Flughafen Rio de Janeiro-Galeão. Bei dem Unfall kamen 14 Menschen ums Leben.

## Flugzeug
Bei der verunglückten Maschine handelte es sich um eine eineinhalb Jahre alte Douglas DC-8-33, die von der Pan American World Airways bestellt und mit dem Luftfahrzeugkennzeichen N820PA zugelassen und auf den Namen Clipper Morning Star getauft wurde. Die Maschine wurde schließlich noch vor Inbetriebnahme im März 1961 an die Pan-Am-Tochtergesellschaft Panair do Brasil ausgeliefert. Die Maschine trug die Werksnummer 45273, es handelte sich um die 121. Douglas DC-8 aus laufender Produktion. Die DC-8 war mit vier Triebwerken des Typs Pratt & Whitney JT4A ausgestattet. Sie wurde mit dem Luftfahrzeugkennzeichen PP-PDT zugelassen und erhielt den Taufnamen Bandeirante Brás Cubas. Die Douglas DC-8 wurden bei der Panair do Brasil auf Transatlantikflügen nach Europa eingesetzt und ersetzten in dieser Funktion die Douglas DC-7.

## Besatzung
Es befand sich eine 11-köpfige Besatzung an Bord, bestehend aus Kapitän, Erstem Offizier, Flugingenieur und 8 Flugbegleiterinnen.

## Unfallhergang
Der Flug sollte von Buenos Aires über Rio de Janeiro nach London führen, ein weiterer Zwischenstopp in Lissabon war geplant. Der erste Abschnitt des Fluges von Buenos Aires nach Rio de Janeiro verlief ohne besondere Vorkommnisse. Vor dem Weiterflug stieg eine neue Cockpitbesatzung zu.
Der Startlauf begann um 23:03 Uhr Ortszeit, nachdem die Maschine die Freigabe zum Start von der Bahn 14 erhalten hatte. Das Flugzeug beschleunigte ganz normal, es gab keine Auffälligkeiten. Der Kapitän äußerte später, dass er während des Beschleunigens, bei einer Geschwindigkeit von 100 bis 135 Knoten (ca. 185–250 km/h), also der Entscheidungsgeschwindigkeit, festgestellt habe, dass sich die Steuersäule zu weit hinten befand, und dass er sie nach vorn gedrückt habe. Zu diesem Zeitpunkt ließ der Erste Offizier die Steuersäule los, was dem üblichen Verfahren bei Erreichen der Entscheidungsgeschwindigkeit entsprach. Als das Flugzeug eine Geschwindigkeit von 148 Knoten (ca. 274 km/h), also die Abhebegeschwindigkeit, erreichte, zog der Kapitän die Steuersäule zum Abheben zu sich, worauf das Flugzeug jedoch nicht reagierte, woraufhin er sie wieder nach vorne drückte. Der Flugdatenschreiber zeichnete diese Manöver nicht auf, stattdessen wird vermutet, dass die Besatzung bereits bei 132 Knoten (ca. 244 km/h) einen verfrühten Startversuch unternommen hat. Schließlich zogen 14 Sekunden nach Erreichen der Entscheidungsgeschwindigkeit beide Piloten ihre Steuersäulen nach hinten. Da der Kapitän zu diesem Zeitpunkt bereits den Schub reduziert hatte, hob sich die Flugzeugnase nicht. Laut Flugdatenschreiber wurden zudem fünf Sekunden vor dem Vermindern des Schubes die Bremsen betätigt. Erste Spuren einer Bremsung ließen sich 2300 Meter von der Startbahnschwelle entfernt erkennen.
Als der Kapitän erkannte, dass er die Maschine nicht mehr auf dem verbliebenen Stück der Startbahn zum Stehen würde bringen können, lenkte er die DC-8 nach rechts und nahm den Schub komplett zurück. Deutliche und durchgezogene Bremsspuren waren ab einer Entfernung von 2600 Metern von der Startbahnschwelle zu erkennen. Die Bremsen wurden betätigt, nicht jedoch die Schubumkehr. Der Erste Offizier gab vollen Schub, um die Maschine mit der Schubumkehr weiter abzubremsen, und versuchte, die Störklappen zu aktivieren, was ihm jedoch nicht gelang, da er den Knopf durch das starke Rütteln nach dem Überschießen der Startbahn nicht mehr erreichen konnte. Der rechte Flügel neigte sich, wobei die Triebwerke über den Boden schleiften. Die linksseitigen Fahrwerksräder verfingen sich im Sand hinter der Startbahn, wobei auch die Triebwerke der linken Seite den Boden berührten. Bei den Bodenkontakten rissen die Strahlverdichter und Umkehrschaufeln der Triebwerke ab, woraufhin die Maschine durch den Schub wieder beschleunigt wurde. Die Maschine durchbrach mit hoher Geschwindigkeit die Flughafenumzäunung und schoss über die dahinter liegende Schnellstraße, wobei die beiden Triebwerke und Fahrwerksräder auf der linken Seite abbrachen. Das Flugzeug stürzte schließlich 50 Meter vom Ufer ins Meer.

## Rettungsaktion
Nach dem Aufprall trieb die Maschine 100 weitere Meter vom Ufer ab und sank schließlich in einer Tiefe von 8 Metern in der Guanabara-Bucht. Da die automatische Notfallbeleuchtung ihren Dienst versagte, war das treibende Wrack unbeleuchtet. Eine Flugbegleiterin nutzte eine Taschenlampe, um den Weg zum Notausgang auszuleuchten. Die Menschen an Bord waren in der Dunkelheit desorientiert und gerieten in Panik. Die Passagiere konnten die Maschine nicht durch die Haupttür verlassen, weil diese sich zum Meer hin geöffnet hätte.
Die Ausgänge wurden geöffnet und die meisten Passagiere verließen die Maschine zur Steuerbordseite. Der Umstand, dass sich die Ausstiege im mittleren Bereich der Maschine befanden, beeinträchtigte die Evakuierung, zumal sich eine beträchtliche Anzahl an Passagieren an Bord der Maschine befand. Die Cockpitbesatzung verließ die Maschine durch die Cockpitfenster.
Die Evakuierung verlief allgemein chaotisch. Da den Passagieren bei der Evakuierung keine Anweisungen gegeben wurden, verließen die meisten die Maschine, ohne vorher Schwimmwesten angelegt zu haben. Obwohl die Maschine mit sechs Rettungsbooten ausgestattet war, wurde keines davon verwendet. Nachdem die Maschine innerhalb von 25 Minuten 100 Meter weit abgetrieben war, versank sie schließlich in der Guanabara-Bucht. Von den 105 Insassen der Maschine starben 14 Passagiere und eine Flugbegleiterin.

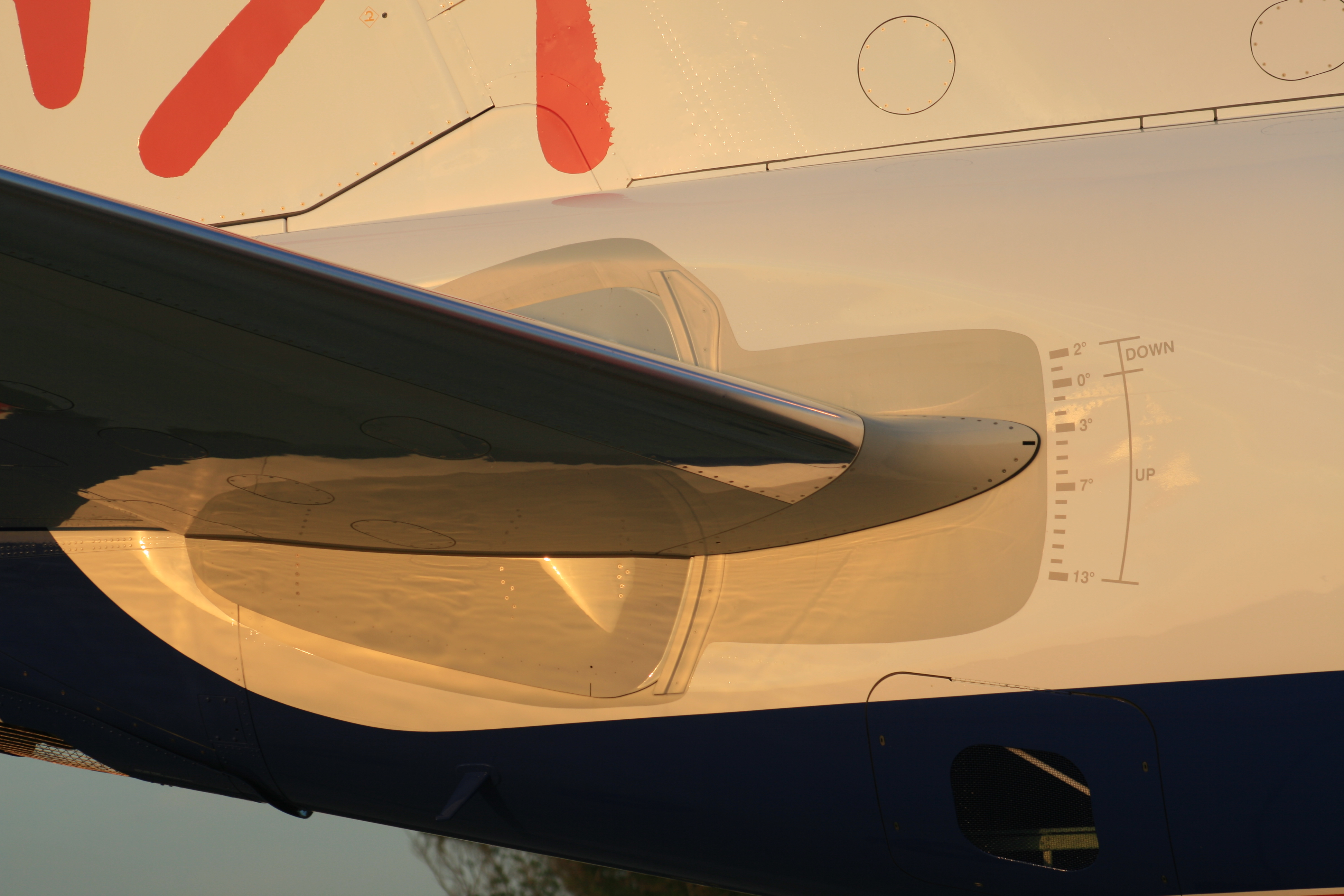
Detailfoto: Höhenrudersakala einer Embraer E170

## Unfallursache
Bei der Untersuchung des Unfalls stellten die Ermittler fest, dass der Startabbruch bei einer Geschwindigkeit von 175 Knoten (ca. 324 km/h) erfolgte, nachdem die Maschine nicht rotiert war. Dass die Flugzeugnase am Boden blieb, war einer falschen Höhenflosseneinstellung geschuldet, die von einem Winkel von + 3 Grad und damit einer nach oben ausgerichteten Flugzeugnase auf −1,75 Grad ausgerichtet wurde. Die Ermittler merkten an, dass neben der hohen Rollgeschwindigkeit das verzögerte Einleiten des Startabbruchs durch den Kapitän sowie das Nichtbefolgen der Standardprozeduren für solche Situationen zu dem Unfall beigetragen habe.